# Denis Pyramus
Denis Piramus, ou Denys Pyramus ou também Pyram foi um monge beneditino da Abadia de Bury St Edmunds e um poeta anglo-normando que atuou ativamente na segunda parte do século XII e no início do século XIII.
Em La vie seint Edmund le Rei, alega ter gasto grande parte de sua vida como um pecador e que, como habitualmente na corte, passava o tempo versificando canções, rimas, poemas e mensagens entre amantes. Afirmando que fez isso sob as ordens do demônio, declara que a partir desse momento renúncia e se arrepende, passando a dedicar o resto de sua vida a atividades mais dignas de interesse.
Isso é identificado no prefácio de seu poema:
Les jurs jolis de ma joenesce

Durante muito tempo foi lhe atribuído a autoria do poema Parthenopex de Blois.

## Obra
- La vie seint Edmund le Rei : poema anglo-normando do século XII, Ed. Hilding Kjellman, Ginebra, Slatkine Reprints, 1974

## Ligações Externas
- JSTOR notes on Pyramus
- Anglo-Norman studies por Marjorie Chibnall
- Catholic Encyclopedia on Denis Pyramus